# Hirvasjärvi (sjö i Lappland, lat 66,60, long 27,70)
Hirvasjärvi är en sjö i Finland. Den ligger i kommunen Kemijärvi i landskapet Lappland, i den norra delen av landet, 700 km norr om huvudstaden Helsingfors. Hirvasjärvi ligger 149 meter över havet. Arean är 39 hektar och strandlinjen är 6,32 kilometer lång. Sjön  ingår i Kemi älvs huvudavrinningsområde. 